# Tractatus de Sphaera

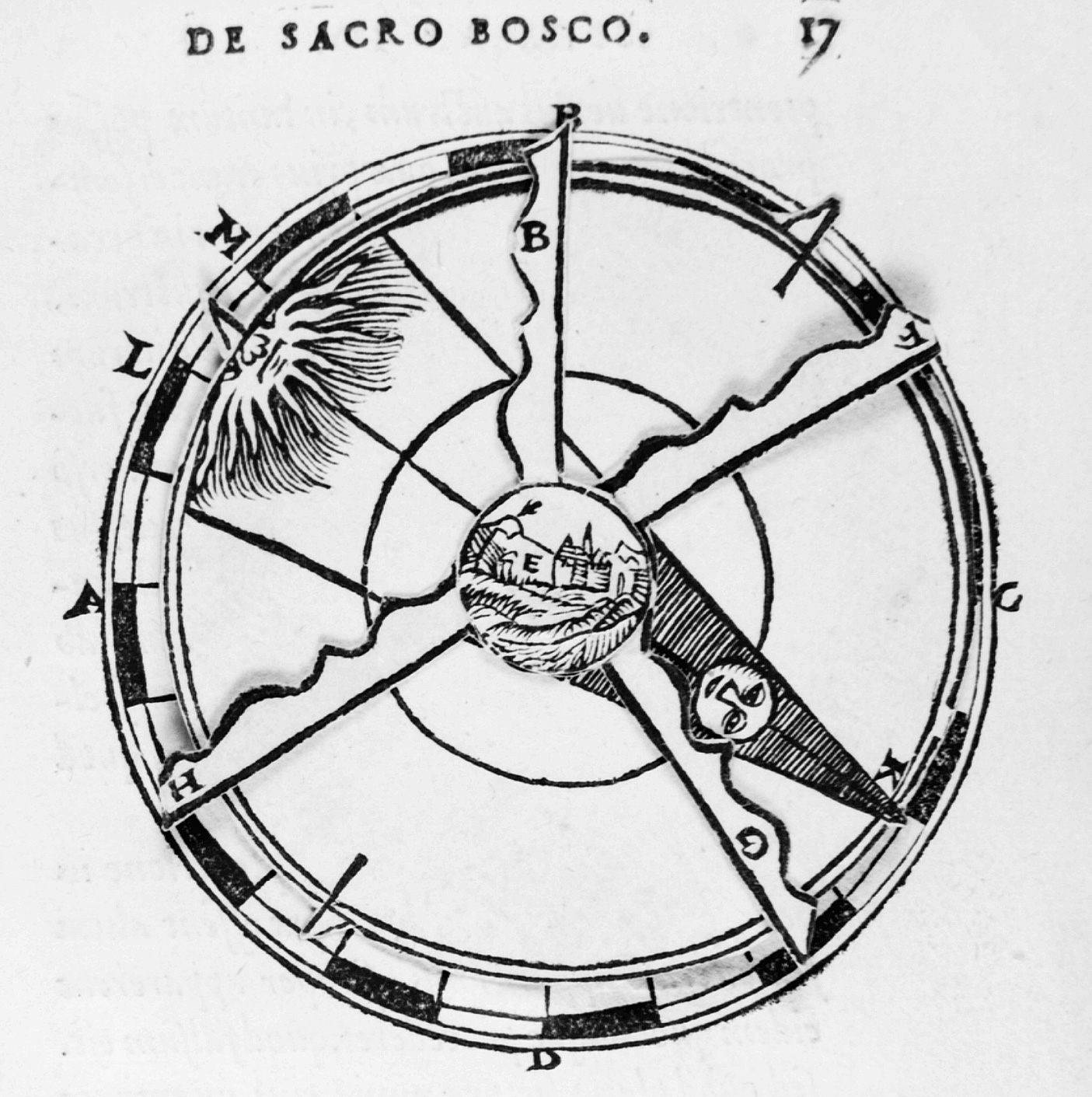
Una volvella da un'edizione del XVI secolo del De Sphaera

Il Tractatus de sphaera, noto anche come De sphaera mundi o semplicemente De sphaera, è un'opera di Giovanni Sacrobosco scritta nel 1230 circa. Esso fu in assoluto il trattato di astronomia più diffuso nel Medioevo: era usato in tutte le università ed il manoscritto fu copiato molte volte prima dell'invenzione della stampa. La prima copia stampata apparve a Ferrara nel 1472, da allora continuò ad essere stampato per altri due secoli ed ebbe numerosi commentari, tra cui il più famoso è quello dell'astronomo gesuita Christoph Clavius (1538-1612), dal titolo In sphaeram Iohannis de Sacro Bosco commentarius (Roma, 1581); tra gli altri vi è il manoscritto miniato Sphaerae coelestis et planetarum descriptio.
Il Tractatus de sphaera, essenzialmente basato sull'Almagesto di Tolomeo, è diviso in quattro capitoli: il primo tratta la struttura generale dell'universo; il secondo le sfere celesti; il terzo la rotazione giornaliera del cielo e le zone climatiche terrestri; il quarto i movimenti dei pianeti e le eclissi.

## Ilde Sphaera

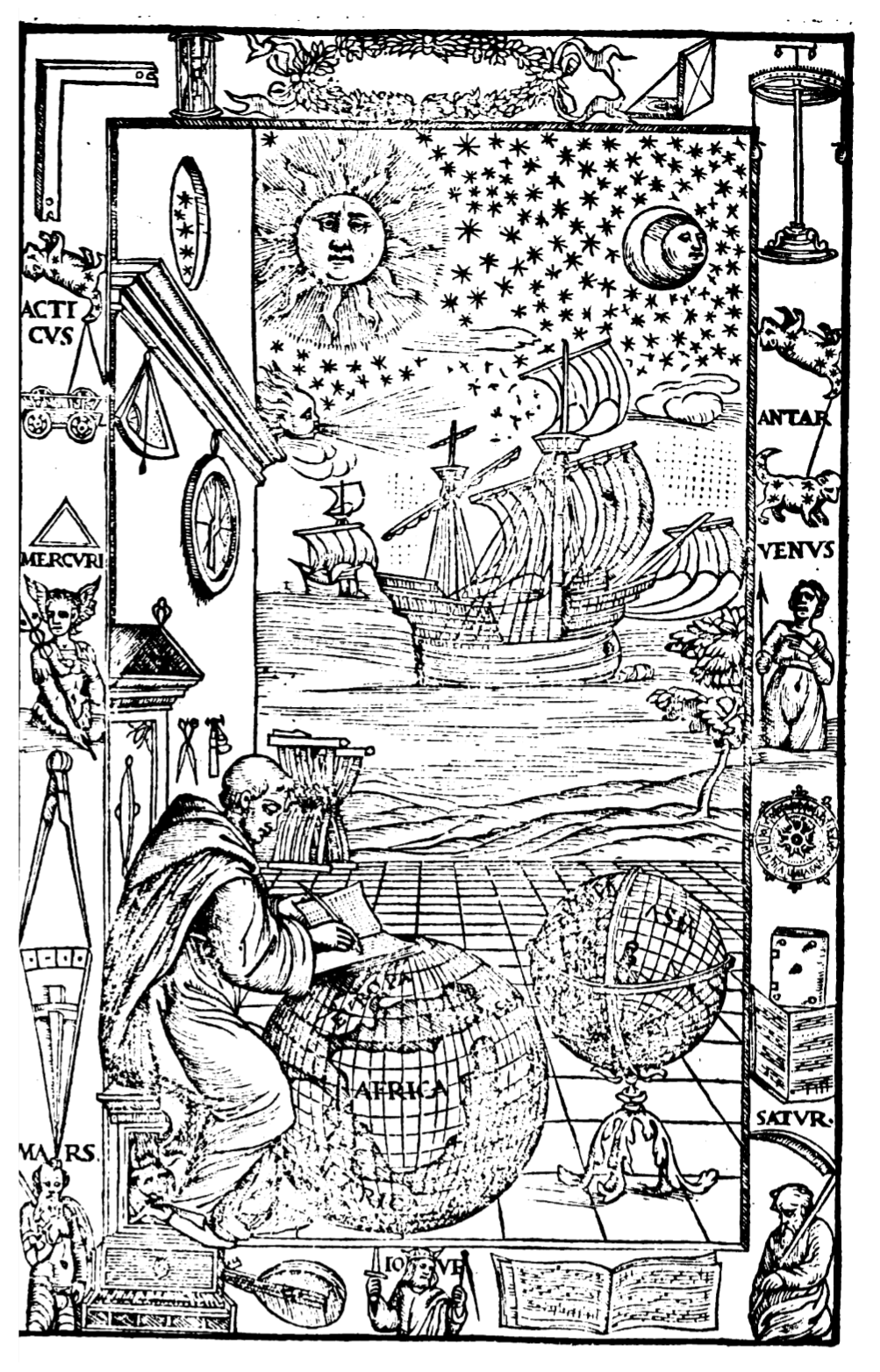
Frontespizio di una traduzione italiana del trattato, ad opera di Fra Mauro Fiorentino, intitolata Sphera volgare novamente tradotta, con molte notande additioni di geometria, cosmographia, arte navicatoria, et stereometria, proportioni, et qvantita delli elementi, distanze, grandeze, et movimenti di tvtti li corpi celesti, cose certamente rade et maravigliose (Venezia, 1537)

### Capitolo 1
Viene prima illustrato il fatto che sia l'universo che la Terra sono sferici; la Terra viene posta al centro dell'universo e poi si mostra le differenza tra le zone celesti eteree e quelle elementali (o sublunari). L'universo viene suddiviso in nove sfere concentriche ordinate a seconda della distanza dalla Terra: la sfera della Luna, di Mercurio, Venere, Sole, Marte, Giove, Saturno, la sfera delle stelle fisse ed infine il "primo mobile" a cui si attribuisce il movimento di tutte le altre sfere.
Riguardo alla forma sferica della Terra, Sacrobosco riporta la misura della circonferenza data da Eratostene di 252.000 stadi, e spiega come verificarla tramite l'ausilio di un astrolabio.

### Capitolo 2
Vengono prima definiti diversi concetti astronomici come l'equatore celeste, lo zodiaco, l'eclittica, i tropici del Cancro e del Capricorno, i circoli polari Artico ed Antartico, i solstizi e gli equinozi. Di questi termini Sacrobosco dà anche una spiegazione etimologica.
Infine viene illustrata la suddivisione della Terra in cinque zone climatiche separate dai circoli polari e dai tropici. Viene spiegato che solo la zona intermedia tra i circoli ed i tropici è abitabile, mentre le zone polari ed equatoriale, rispettivamente troppo fredde e troppo calda, non permettono la sopravvivenza.

### Capitolo 3
In questo capitolo vengono spiegate le costellazioni, il movimento annuale del sole e la diversa durata del giorno nel corso dell'anno.
Inoltre la zona climatica abitabile della Terra viene suddivisa ulteriormente in sette climi.

### Capitolo 4
In quest'ultimo capitolo vengono descritti i movimenti dei pianeti, il percorso del Sole sull'eclittica e viene definito l'anno solare, la cui durata è stabilita essere di 365 giorni e 1/4 più una frazione trascurabile. Viene inoltre spiegato che il moto di ogni pianeta può essere scomposto in tre componenti: l'equante, il deferente e l'epiciclo. Vengono poi spiegate le eclissi lunari e solari, ed infine viene asserito che l'eclisse solare avvenuta nel momento della morte di Cristo deve esser stato un evento miracoloso, essendo avvenuta con la Luna piena.